# Reprodução artificial

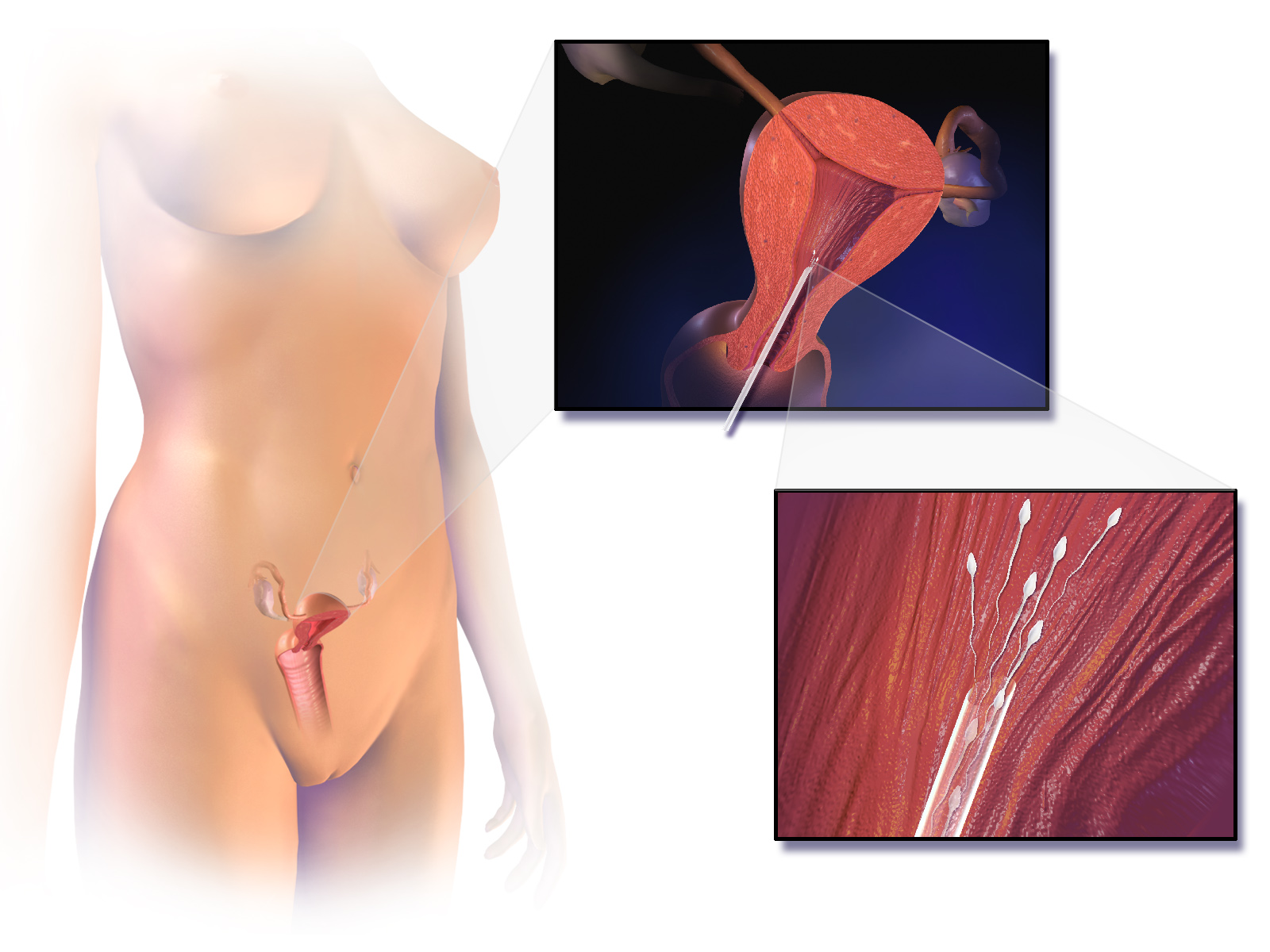
Um dos exemplos de Reprodução Artificial; ilustrações representando uma inseminação artificial.

A reprodução artificial é a criação de uma nova vida por outros meios que não os naturais disponíveis para um organismo. Os exemplos incluem inseminação artificial, fertilização in vitro, clonagem e divisão embrionária ou clivagem.

## Formas de reprodução artificial

### Inseminação artificial
A inseminação artificial é um procedimento muito antigo que foi se modernizando ao longo dos anos. Os primeiros relatos de inseminação artificial são relatados no século XIX. Um homem com problemas reprodutivos teve seu sêmen retirado e injetado no colo do útero da paciente. Naquela época somente se colocava o sêmen bruto no colo do útero para aproximação. O primeiro grande avanço na inseminação artificial foi a possibilidade de uso da gonodotrofinas e posteriormente com o acompanhamento dos foliculos com ultrasonografia.
A inseminação artificial é utilizada em casos em que os espermatozoides não conseguem atingir as trompas ou simplesmente o indivíduo opta por esse procedimento. Consiste em transferir, para a cavidade uterina, os espermatozoides previamente recolhidos e processados, com a seleção dos espermatozoides morfologicamente mais normais e móveis.

### Fertilizaçãoin vitro
Pode ser realizada pela deposição de um número significativo de espermatozóides, 50 a 100 mil, ao redor dos ovócitos (FIV clássica ou convencional); ou pela inserção de um único espermatozoide no interior do ovócito (ICSI) - procurando obter embriões de boa qualidade que poderão ser congelados ou transferidos para a cavidade uterina.

### Clonagem reprodutiva
Como o nome da técnica implica, a transferência de uma célula somática está envolvida neste processo. Esta célula somática é introduzida, então, numa célula retirada de um animal (ou humano), logo depois da ovulação. Antes de introduzir a célula somática, o cientista deve remover os cromossomos, que contêm genes e funcionam para continuar a informação hereditária, da célula recipiente.
Após ter introduzido a célula somática, as duas células fundem. Ocasionalmente, a célula fundida começará a tornar-se como um embrião normal, produzindo a prole, colocando-se no útero de uma "mãe de aluguel" para um desenvolvimento mais propício.